# Srdjan Jankovic
Srdjan „Zole“ Jankovic (* 3. Februar 1960) ist ein ehemaliger deutscher Fußballspieler.
Srdjan Jankovic war Spieler der SG Wattenscheid 09 und spielte in der Zeit von 1986 bis 1992. 1991 absolvierte er 14 Spiele bei Rot-Weiss Essen, für diesen Verein erzielte er drei Tore. In dieser Zeit absolvierte er 121 Spiele in der 2. Bundesliga und 6 Spiele in der 1. Bundesliga, in denen er 26 Tore erzielte.
Nach dem Ende seiner Spielerkarriere arbeitete er als Trainer bei Vereinen in Nordrhein-Westfalen. Zunächst bekleidete er das Traineramt beim Amateur-Oberligisten DJK Germania Gladbeck und führte das Team in der Rückrunde der Saison 2007/2008 bis auf einen Qualifikationsplatz zur neu eingeführten NRW-Liga. Im Winter 2008 verließ er Gladbeck und wechselte 2010 zum Landesligisten YEG Hassel.
| Personendaten    | Personendaten              |
| ---------------- | -------------------------- |
| NAME             | Jankovic, Srdjan           |
| ALTERNATIVNAMEN  | Jankovic, Zole (Spitzname) |
| KURZBESCHREIBUNG | deutscher Fußballspieler   |
| GEBURTSDATUM     | 3. Februar 1960            |